# یورونیکس
یورونیکس (انگلیسی: Euronics) شرکت خرده‌فروشی هلندی است، که در سال ۱۹۹۰ تأسیس شد.